# Phụ gia

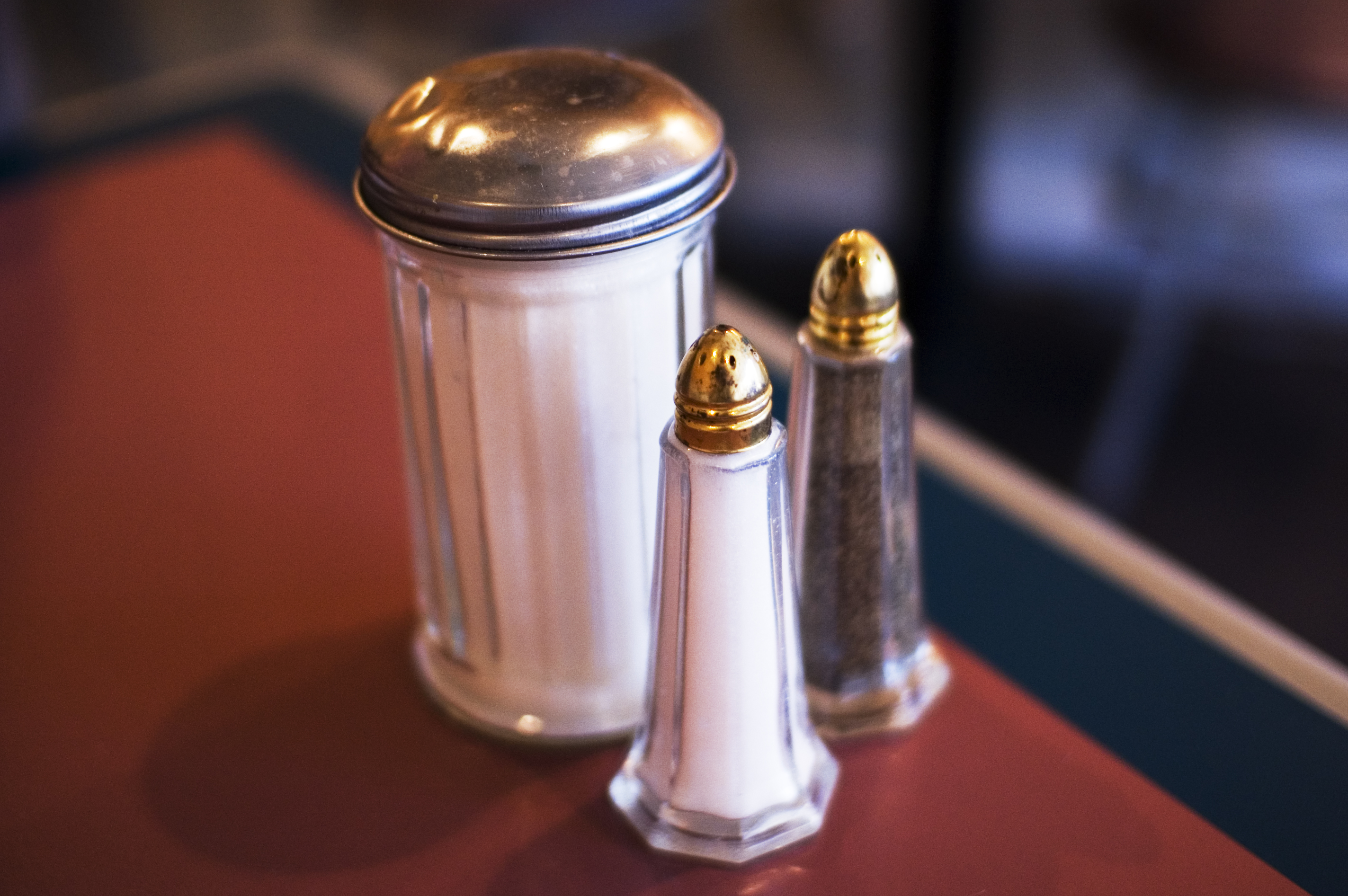
Muối ăn, tiêu, và đường - ba gia vị quen thuộc trong bếp ăn

Phụ gia (tiếng Anh: condiment) có thể là một loại gia vị, xốt, hay một nguyên liệu phụ để thêm vào đồ ăn, giúp tăng hương vị và khiến cho món ăn đó hấp dẫn hơn.
Trong tiếng Anh, từ condiment xuất phát từ tiếng La tinh condimentum, có nghĩa là "mùi vị" hoặc "gia vị".

## Hình ảnh

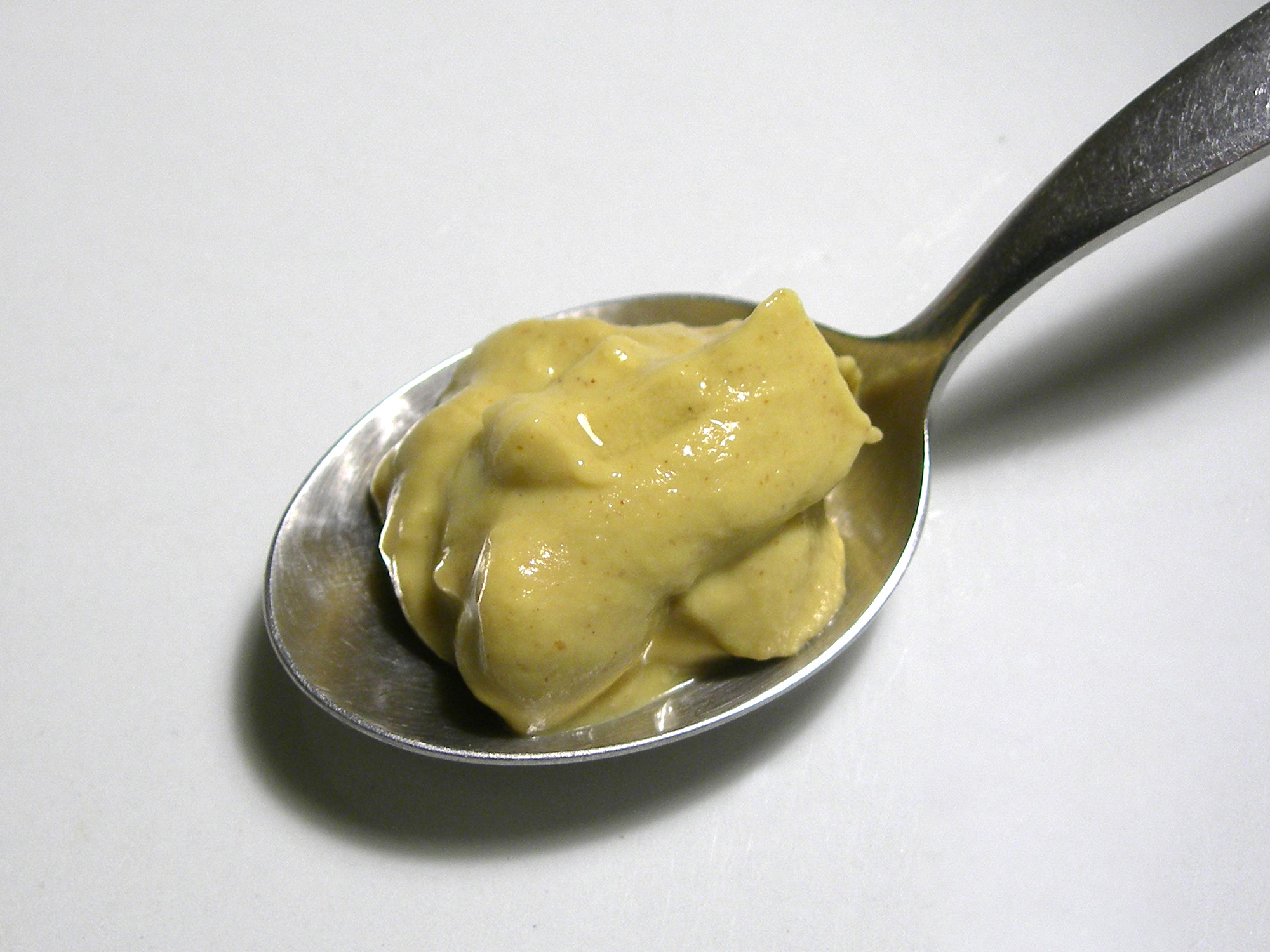
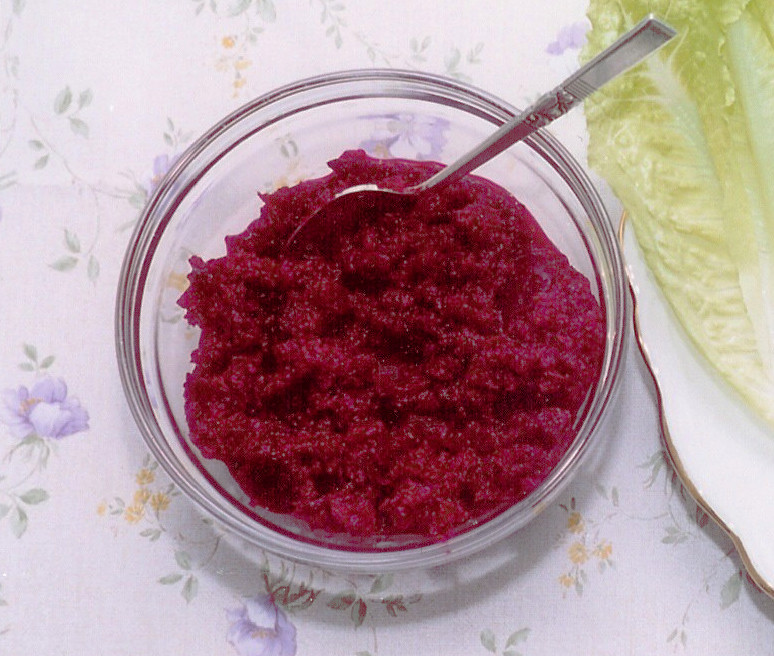
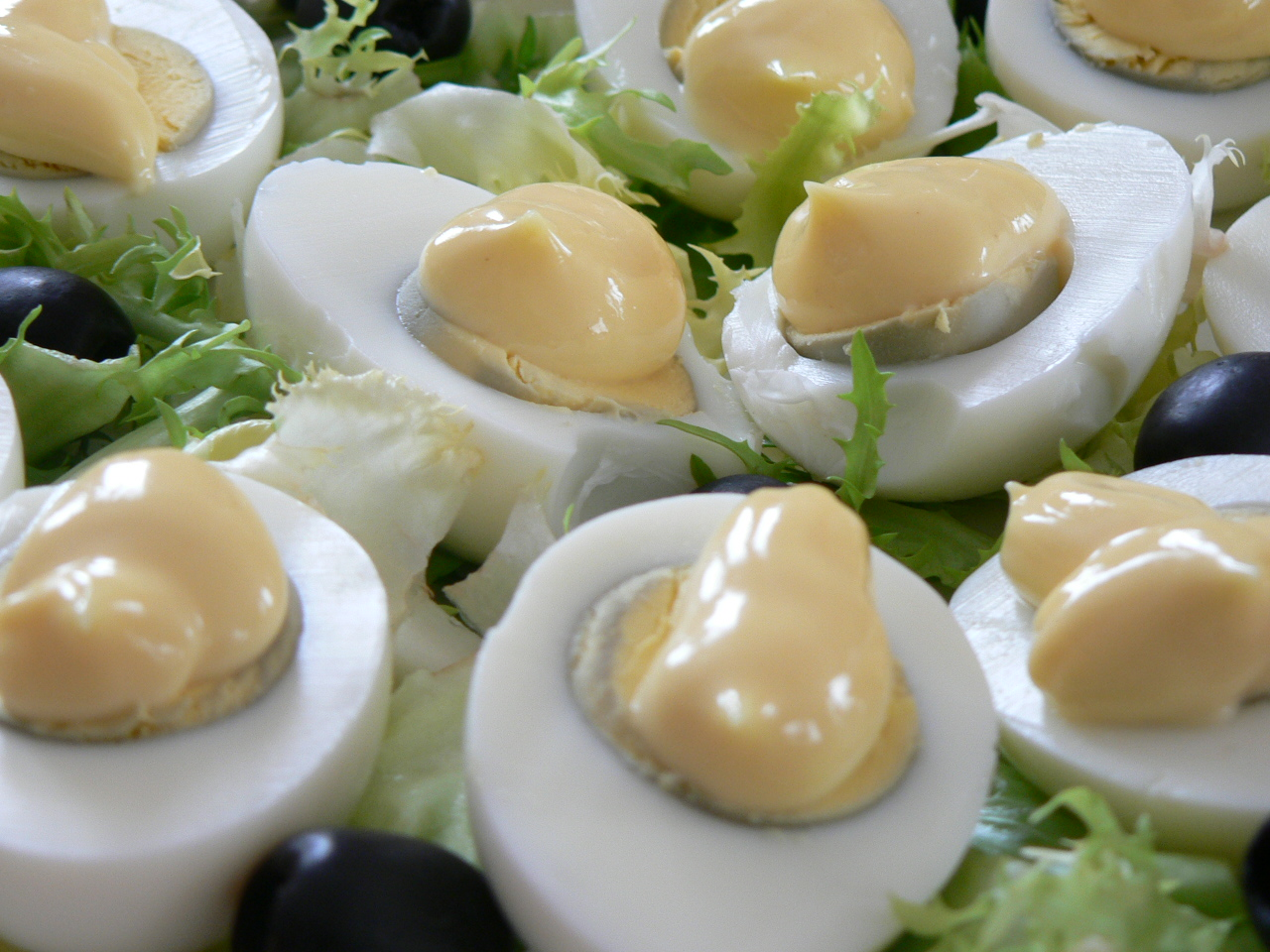
Mayonnaise
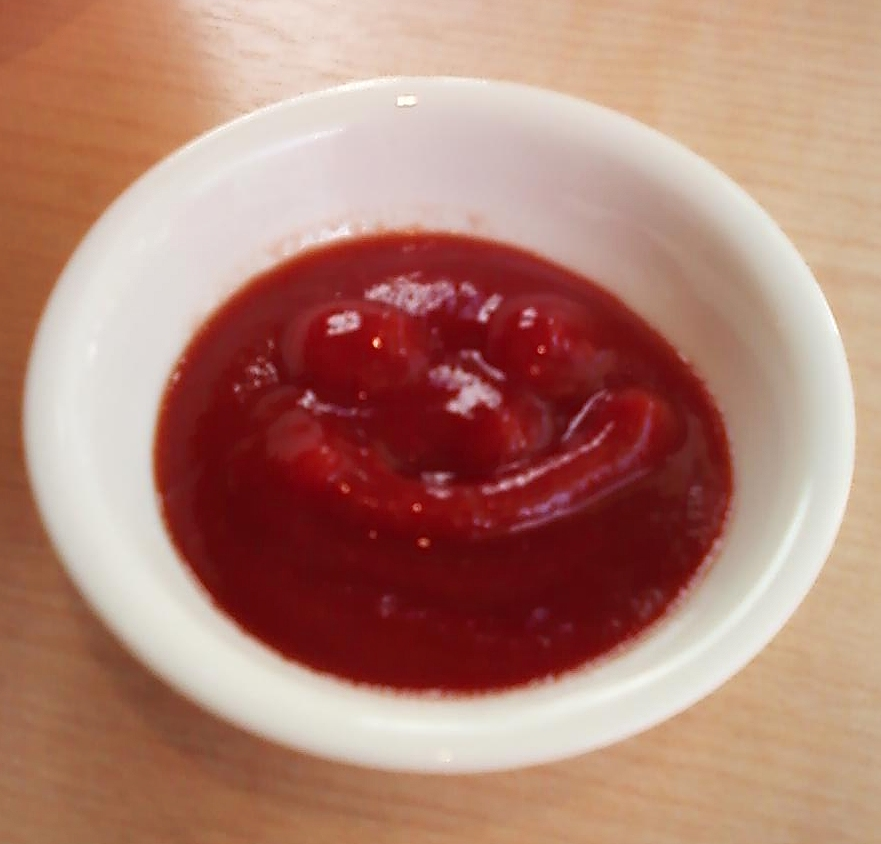
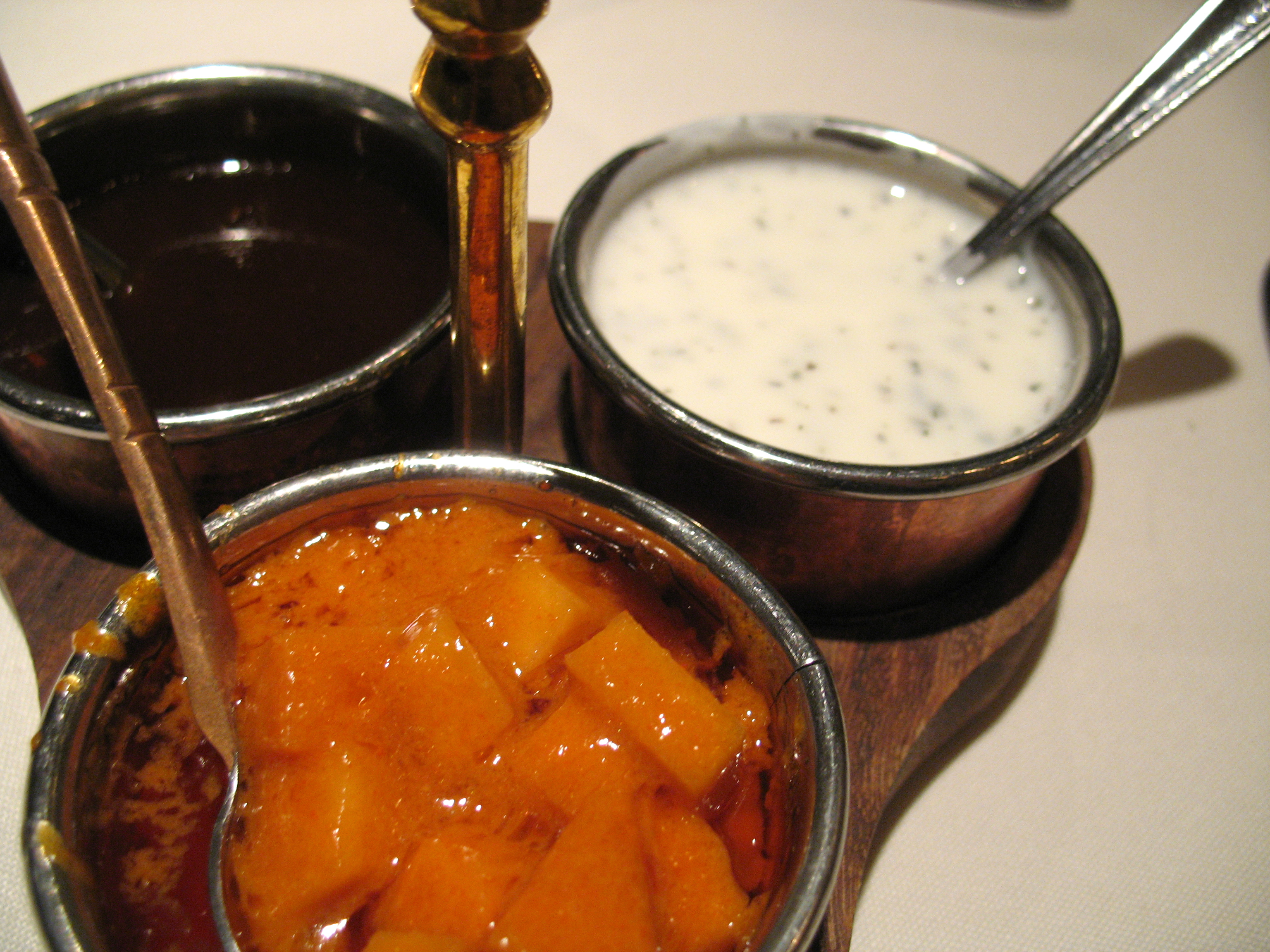
Chutney
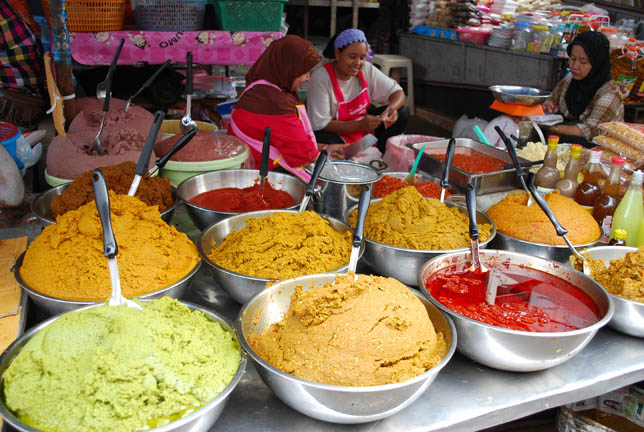
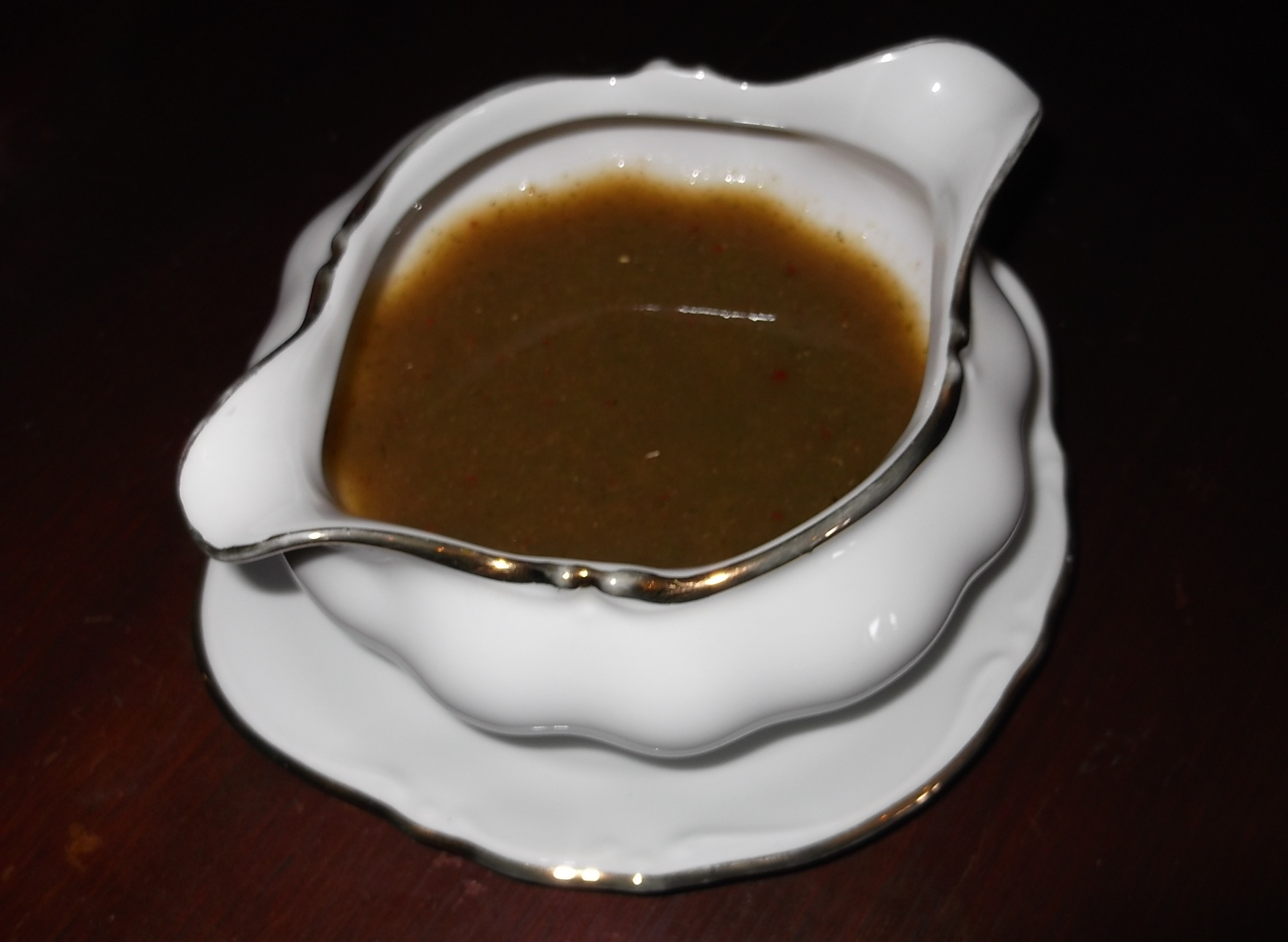
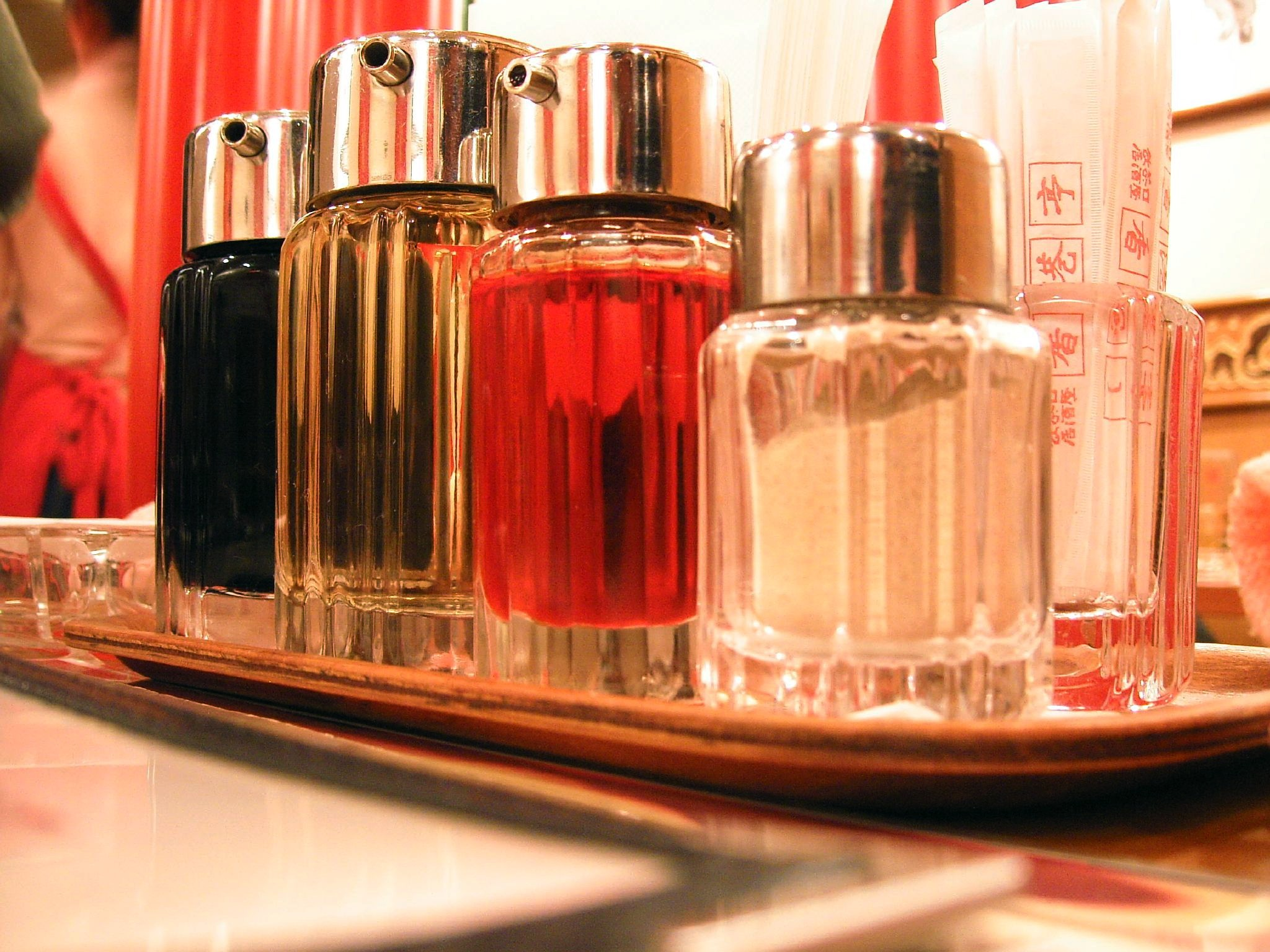
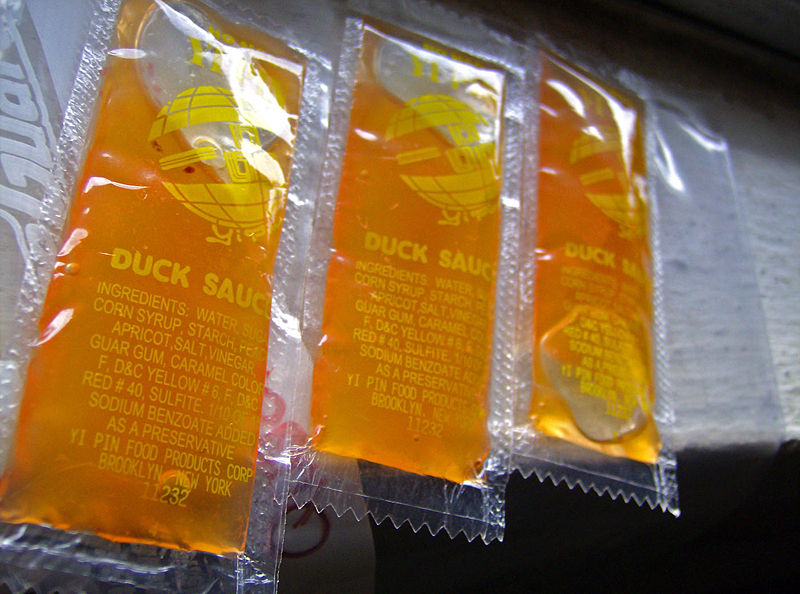
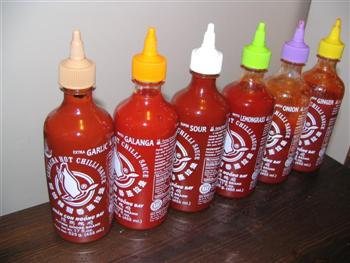
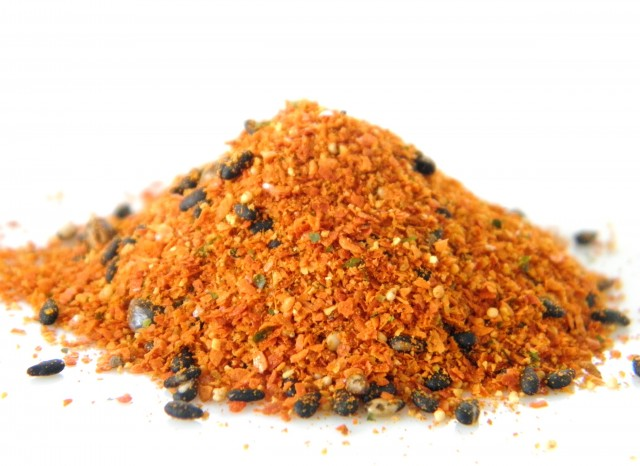
Shichimi
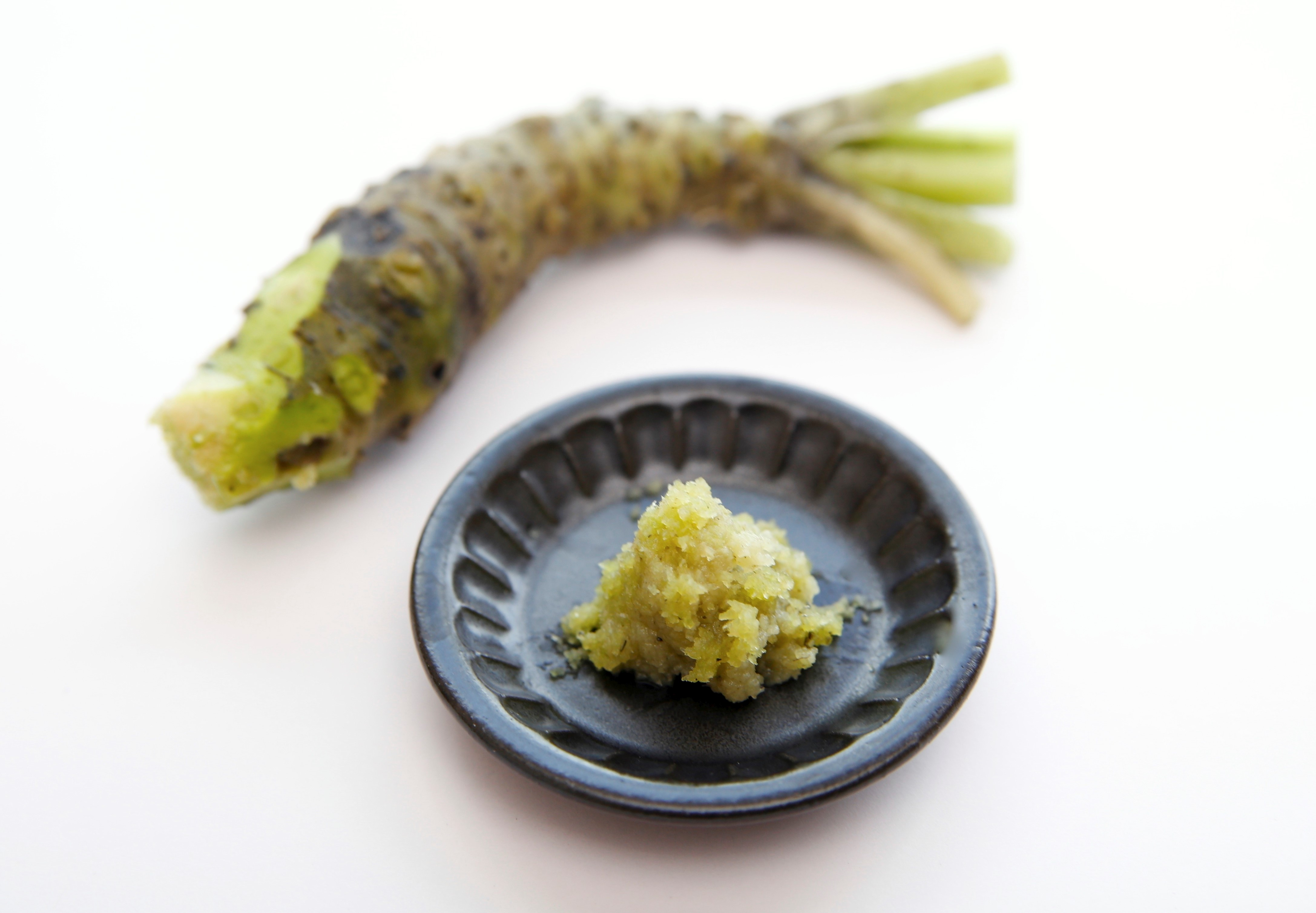
Wasabi